# Solanum gaudichaudii
Solanum gaudichaudii là loài thực vật có hoa trong họ Cà. Loài này được Dunal miêu tả khoa học đầu tiên.